# Болгарія на зимових Олімпійських іграх 1964
Болгарія брала участь у зимових Олімпійських іграх 1964. Країну представляли чотири жінки. Виступи команда закінчила без нагород.